# 維希納鄉 (奧爾特縣)
43°52′N 24°28′E / 43.867°N 24.467°E
維希納鄉（羅馬尼亞語：Comuna Vișina, Olt），是羅馬尼亞的鄉份，位於該國南部，由奧爾特縣負責管轄，面積35平方公里，海拔高度52米，2007年人口3,360，人口密度每平方公里96人。